# 岐阜県道214号養老赤坂線
岐阜県道214号養老赤坂線（ぎふけんどう214ごう ようろうあかさかせん）とは、岐阜県養老郡養老町と同県大垣市を結ぶ一般県道（岐阜県道）である。

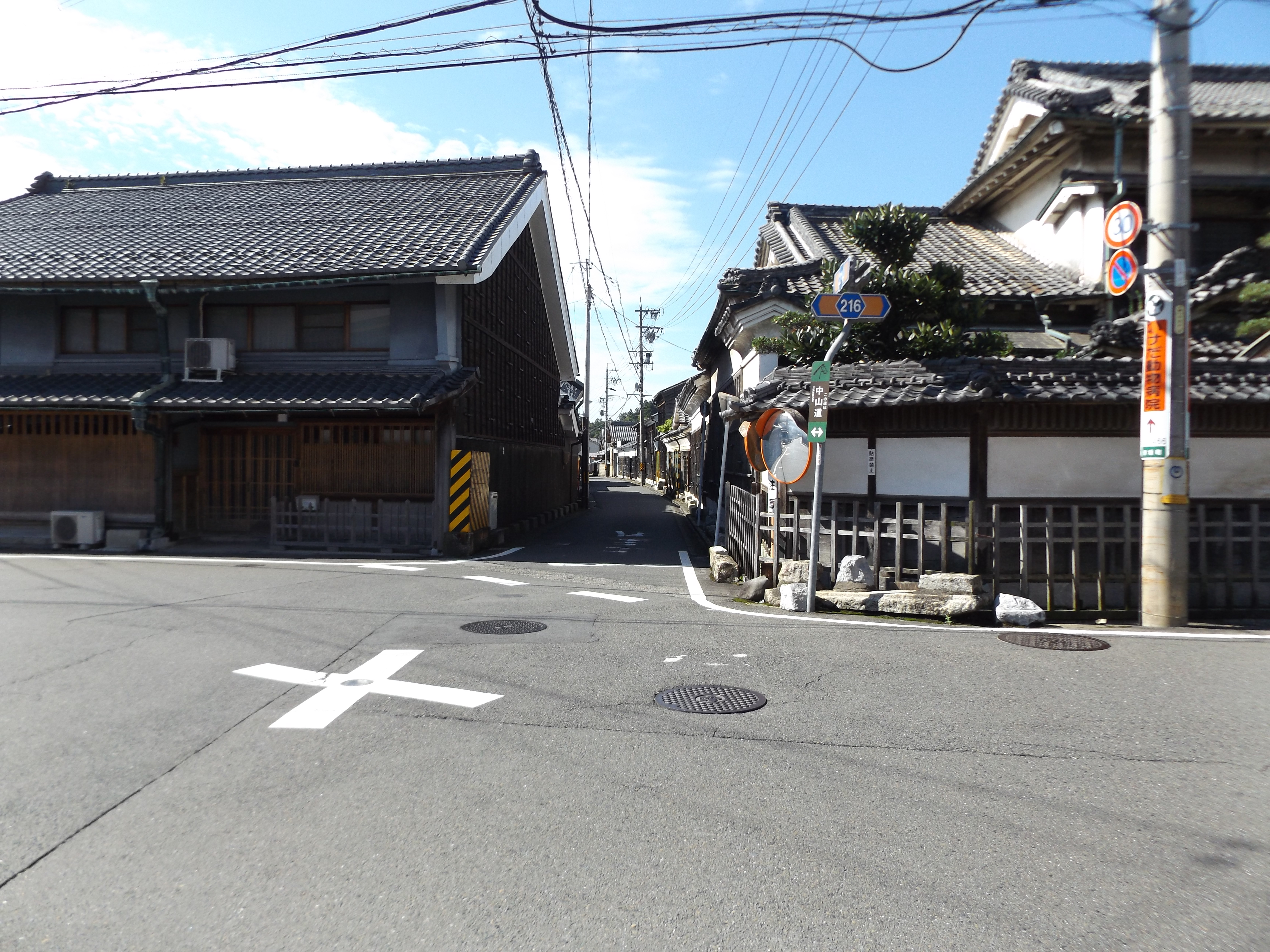
大垣市赤坂町にある終点。道幅が非常に狭くなっている。

## 概要
以前は、起点が養老町石畑でルートも違っていたようだが、現在はそちらは岐阜県道215号養老垂井線になっている。
大垣市荒尾町から赤坂町までの間は隘路となっており、西濃鉄道昼飯線との踏切（遮断機警報機なし）もあったが、廃止されている。美濃赤坂駅から終点までの間は矢橋家の屋敷の隣を通り、石灰などで財をなした矢橋家の風格を感じさせる道となっている。

### 路線データ
- 起点：岐阜県養老郡養老町飯積（岐阜県道96号大垣養老公園線交点）
- 終点：岐阜県大垣市赤坂町（岐阜県道216号赤坂垂井線交点）

## 通過する自治体
- 岐阜県
  - 養老郡
    - 養老町

  - 大垣市

## 重複区間
- 岐阜県道31号岐阜垂井線（大垣市内 荒崎小学校前交差点・中曽根町西交差点 間）

## 主な接続道路
- 岐阜県道96号大垣養老公園線（養老町）
- 岐阜県道227号牧田室原線（養老町）
- 岐阜県道31号岐阜垂井線（大垣市）
- 国道21号（大垣市）
- 岐阜県道231号荒尾笠縫線（大垣市）
- 岐阜県道216号赤坂垂井線（大垣市）（現道と接続し、バイパスとは接続しない）

## 周辺
- イオンタウン養老ショッピングセンター
- 大谷川洗堰（しばしば荒崎地区の洪水被害を生み出す原因となる）
- 御首神社
- 東海道本線南荒尾信号場・荒尾駅・美濃赤坂駅
- 中山道赤坂宿
- 金生山
- 虚空蔵さん（明星輪寺）